# Лазар Ћуковић
Лазар Ћуковић, био је угледни српски трговац из Рисна у 19. вијеку. Отац је великог добротвора Васе Ћуковића. Народ га је из поштовања називао сердар, иако у Аустроугарској нико у Рисну није званично носио такву титулу.

## Поријекло и породица
Ћуковићи су једна од најстаријих и наугледнијих рисанских породица. У млеталким документима се наводе и под презименом Фаочић (Faocich). На горњем нивпоу гробља изнад цркве Светог Петра и Павла се види и грб Ћуковића, кона Јоана Ћуковића и натпис Faocich. По Сави Накићеновићу, у Рисан долазе 1692. године из Драчева, Херцеговина. По породичном предању, долазе из херцеговачког села Љубомира, а по млетачким документима, ту су и од раније, него што је навео Накићеновић.
Женио се два пута. Прва жена му је била Стана Дробњаковић из Рисна. С њом је имао четворо дјеце, од којих је први био син Лазар, којег је добио када је имао 35 година. Сину је дао име по свом оцу. Након рођења сина Лазара било је велико славље, јер народна традиција цијени као велику срећу да прво дијете буде мушко. Када је син Васо имао 8 година, умире Лазарева прва жена Стана, са којом је имао још сина Симу и кћерке Дашу и Марију. Живјели су у осамљеној кући на Пјешчини у Рисну. Са другом женом, Саветом Стијеповић, имао је сина Марка, који је отишао код полубрата Васа у Америку, гдје као млад умире и кћерке Алекснадру (Лесу) и Вукосаву.

## Живот
Био је успјешан трговац, који по мишљењу народа није знао да превари човјека. Имао је велико имање и гајио је стоку, а син Васо је као мали, помагао у чувању стоке, али и дотјеровању из Кривошија. Сматран је и врло образованим човјеком. Био је члан рисанске позоришне дружине од 1851. године и често је изнајмљивао књиге из рисанске књижнице и читаонице. Сахрањен је у гробљу манастира Бања код Рисна. Био је вјенчани кум војводе бањанског и јунака Максима Баћовића, који је при школовању у Рисну боравио код Лазара. Био је кум и двојици његових синова на крштењу.

## Спомен
Његов син Васо је у Краљевини СХС 1922. основао фонд Лазара и Стане Ћуковић, у спомен својих родитеља. Фондација је школовала сиромашну дјецу. До пред Други свјетски рат, до када је постојао фонд, из њега је финансирано школовање 99 Ришњана, од којих су неки постали врхунски интелектуалци.

## Лазар Томановић о сердару Лазару
Лазар Томановић је 1885. године обилазио новоосвојене територије Црне Горе, који су ослобођени од Турака. На путу ка манастиру Косијерево, у Грахову га је срео пријатељ, сердар, човјек већ у годинама, веома уважена особа, Лазар Ћуковић, који је исто ишао у тај манастир, да цјелива мошти Светог Арсенија, насљедника Светог Саве. Заједно су путовали.  У Грахову је средар замјерао Томановићу и његовим сапутницима што не посте, а они су кривицу сваљивали на газду код којег су одсједали. 

## Занимљивости
Лазарев син Васо је као основац истукао једног дјечака, јер је овај пса бацио у море. Када је дошао кући, видјео је да је отац за то већ чуо и плашио се батина. Ипак, отац га је пољубио и похвалио што штити слабије. Дјечак који је извршио насиље над животињом је био син фелбебера, аустроугарског команданта мјеста, па је то изазвало и већи конфликт, али је Лазар остао досљедан.